# Adrián de Prado
Adrián de Prado (o Adrián del Prado) fue un poeta barroco jerónimo español del siglo XVII.

## Biografía
Pocos datos se conocen sobre su vida. Su barroca Canción real a San Jerónimo en Siria tiene un arranque osado y consiguió celebridad por su retrato realista del paisaje, la persona y la dura vida ascética de san Jerónimo, de quien le interesa mostrar más los sufrimientos del penitente que la constancia del sabio y el saber del filólogo. Parece describir un cuadro del Santo hoy perdido, imaginario o todavía no identificado. El poema, incluido en el Cancionero de 1628 (editado por José Manuel Blecua en 1945) se reimprimió en Floresta de rimas antiguas castellanas de Nicolás Böhl de Faber (Hamburgo, 1821), quien fundó su edición en un pliego suelto sevillano de 1619 mucho menos extenso (130 versos frente a los 300 de las versiones más conocidas); de 1622 es una edición valenciana por Vicente Franco que altera el orden de las estrofas y añade una más que no aparece en el resto de las versiones, seguramente apócrifa, para completar el pliego; de 1628 es un pliego sevillano del que se conservan dos ejemplares en Londres; incluye al final una Canción a Nuestra Señora del doctor Agustín Tejada Páez. En 1629 hubo dos ediciones: en una recopilación poética llevada a cabo por fray Gerónimo de la Madre de Dios, Ramillete de divinas flores para el desengaño de la vida humana (Amberes, 1629) y la que contiene un pliego sevillano de Pedro Gómez de Pastrana, actualmente perdido pero conocido gracias a la edición que de él hizo don Justo de Sancha en 1849. Este impreso añade un Romance al Santísimo Sacramento. Se reimprimió con el romance "Al Santísimo Sacramento" en el volumen XXXV de la Biblioteca de Autores Españoles (1855) y más recientemente en la Floresta de lírica española de José Manuel Blecua (2.ª ed. 1968).

## Obras
- Canción del Gloriosíssimo Cardenal y Dotor de la Iglesia San Gerónimo, donde se descrive la fragosidad de el desierto que abitava, las fayciones del santo, y el riguroso modo de su Penitencia. Compuesto por Fray Adrián del Prado de la misma orden. Granada: Martín Fernández, 1616.